# Rigidoporus laetus
Rigidoporus laetus là một loài nấm trong họ Meripilaceae. Nó được mô tả lần đầu năm 1883 dưới tên Polyporus laetus bởi Mordecai Cubitt Cooke. Peter Buchanan và Leif Ryvarden chuyển nó sang chi Rigidoporus vào năm 1988. Nó sống ở miền nam Australia, loài này gây ra một bệnh thực vật là bệnh rễ trắng ở Eucalyptus.